# Penning

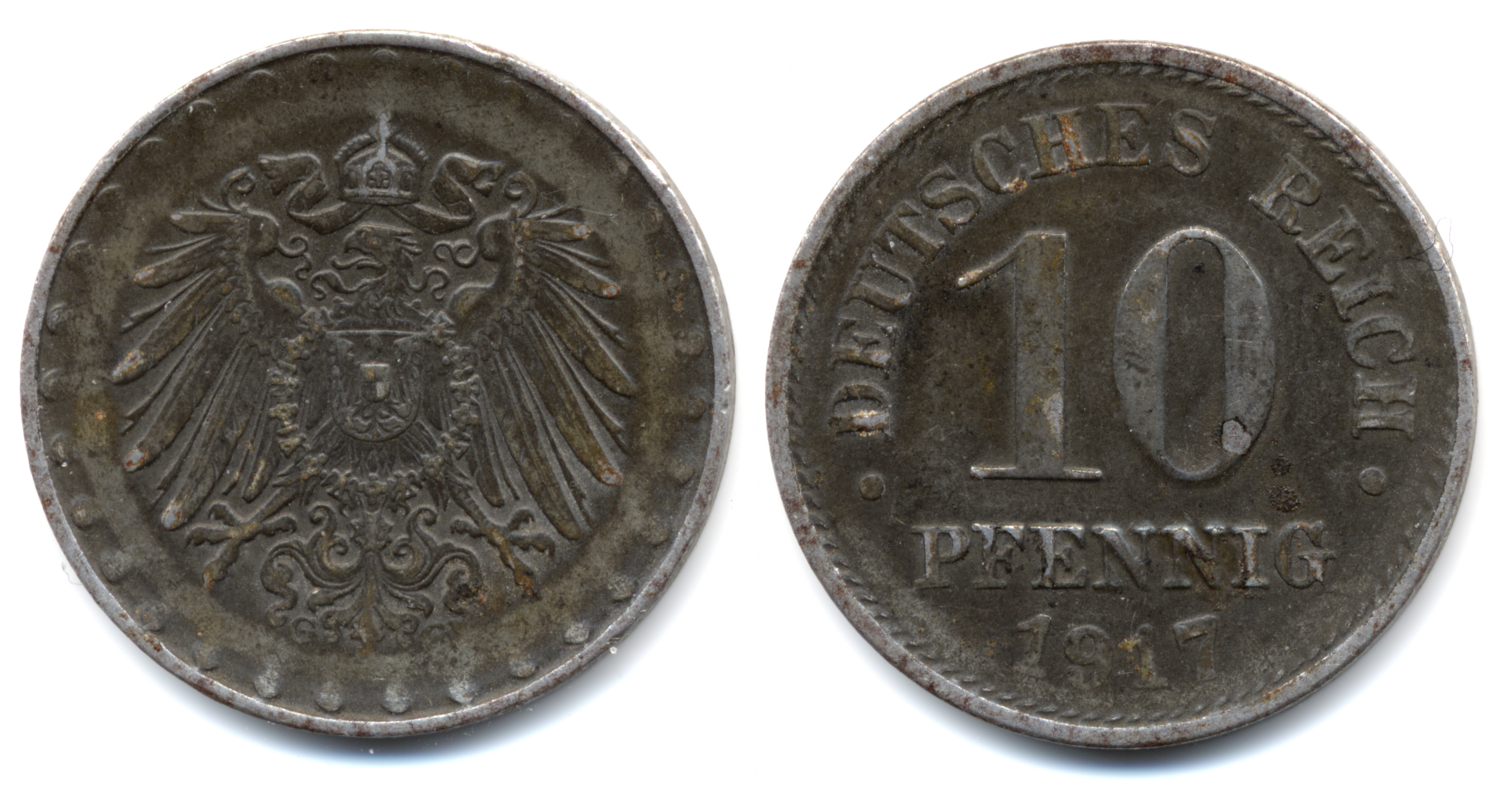
Tiopfennigmynt av järn från tyska kejsardömet (1917)

Penning var ett myntslag i Norden under medeltiden.
Penningen introducerades omkring 1000 och var fram till slutet av 1300-talet det största och nästan enda präglade myntet.
I Sverige hade penningen det lägsta värdet i myntsystemet, dock var värdet olika beroende på var i Norden man befann sig. Som jämförelse kan sägas att det i Svealand gick åtta penningar på en örtug (en mark var värd åtta öre och ett öre var värd tre örtugar), medan det i Götaland gick sexton och på Gotland (även vissa delar i sydöstra Götaland) tolv. Man fastslog dock på 1300-talet att det skulle vara Svealandsmodellen som skulle gälla i Sverige.
I Danmark och Skåne gick det elva penningar på en örtug, från slutet av 1300-talet tolv. Vid den nya mynträkningen som uppkom i Danmark i slutet av 1300-talet blev penningen 1/12 skilling eller 1/192 mark.
Det sista penningmyntet slogs 1548; 1594 användes penning sista gången som valör på ett mynt i Sverige. Det existerade dock som räknemynt ända fram till 1776. I Danmark präglades den sista penningen 1602, då i koppar.
Penning har dock även senare används i sammansättningarna penningmarknad, penningmängd, penningpolitik, penningböter och penningteori och har gett upphov till ordet pengar.

## Jämför med
- Pfennig, undervaluta till den tyska D-marken
- Penny, undervaluta till det brittiska pundet
- Penni, undervaluta till den finska marken